# 巴西馬拉鱂
巴西馬拉鱂，為輻鰭魚綱鯉齒目鰕鱂亞目溪鱂科的其中一種，為熱帶淡水魚，分布於南美洲巴西Canabrava河流域，體長可達3.2公分，棲息在稀疏草原季節性潟湖，生活習性不明。

## 擴展閱讀
維基物種上的相關：巴西馬拉鱂